# Cergowa (góra)
Cergowa (716 m) (inne nazwy: Góra Cergowska, Wielka Góra) – zalesiony szczyt Beskidu Dukielskiego w Beskidzie Niskim, na południowy wschód od Dukli. Posiada trzy wierzchołki (od zachodu): 716 m (z żelaznym krzyżem oraz wieżą widokową), 683 m i 681 m. Jej sylwetka góruje nad Duklą. Występują tu liczne wychodnie piaskowca cergowskiego oraz jaskinie. Góra odwiedzana jest przez paralotniarzy.
W 2018 wybudowano na najwyższym wierzchołku turystyczną wieżę widokową. Jej otwarcie nastąpiło 27 października 2018.

## Galeria

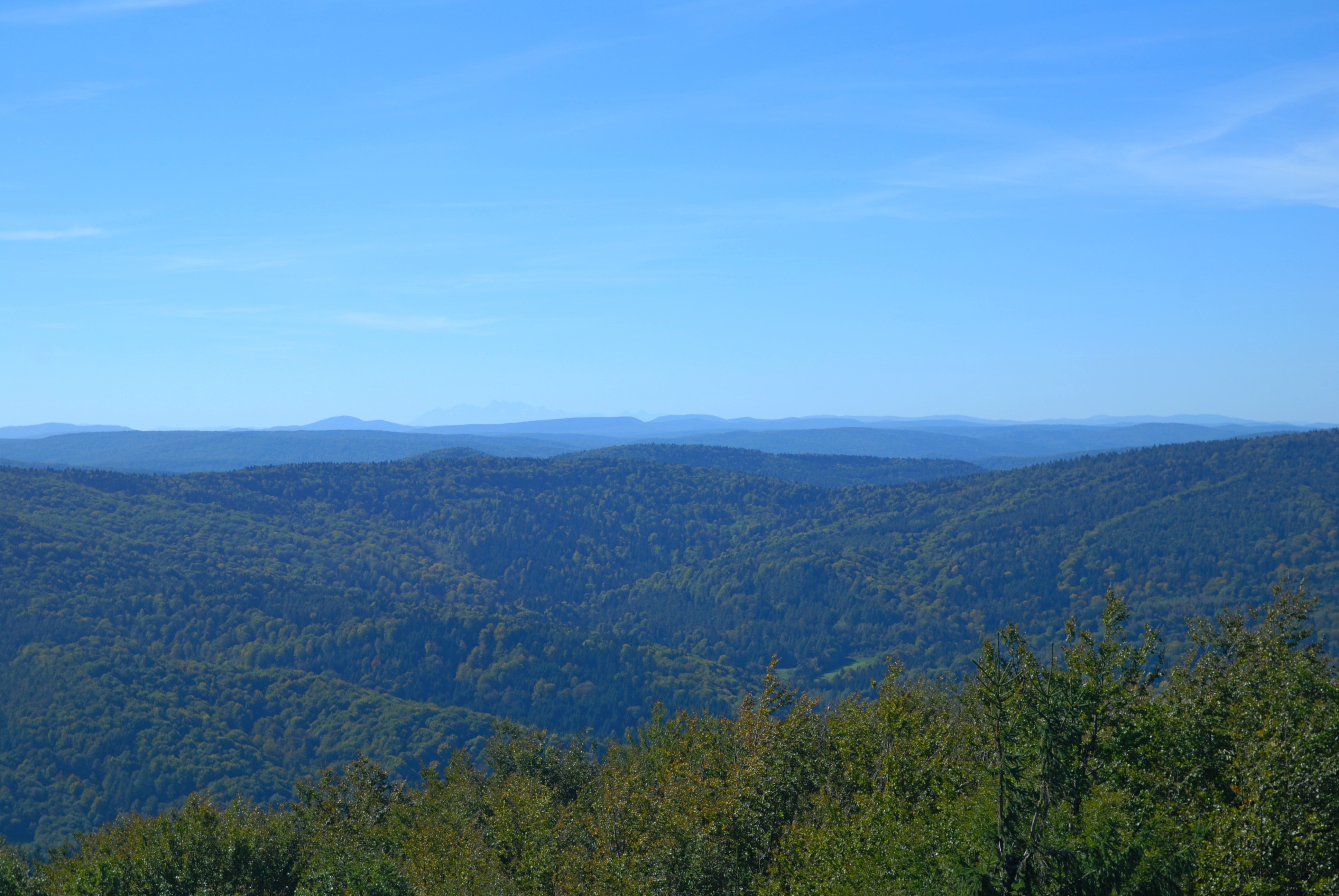
Widok z wieży widokowej w kierunku zachodnim, na Tatry
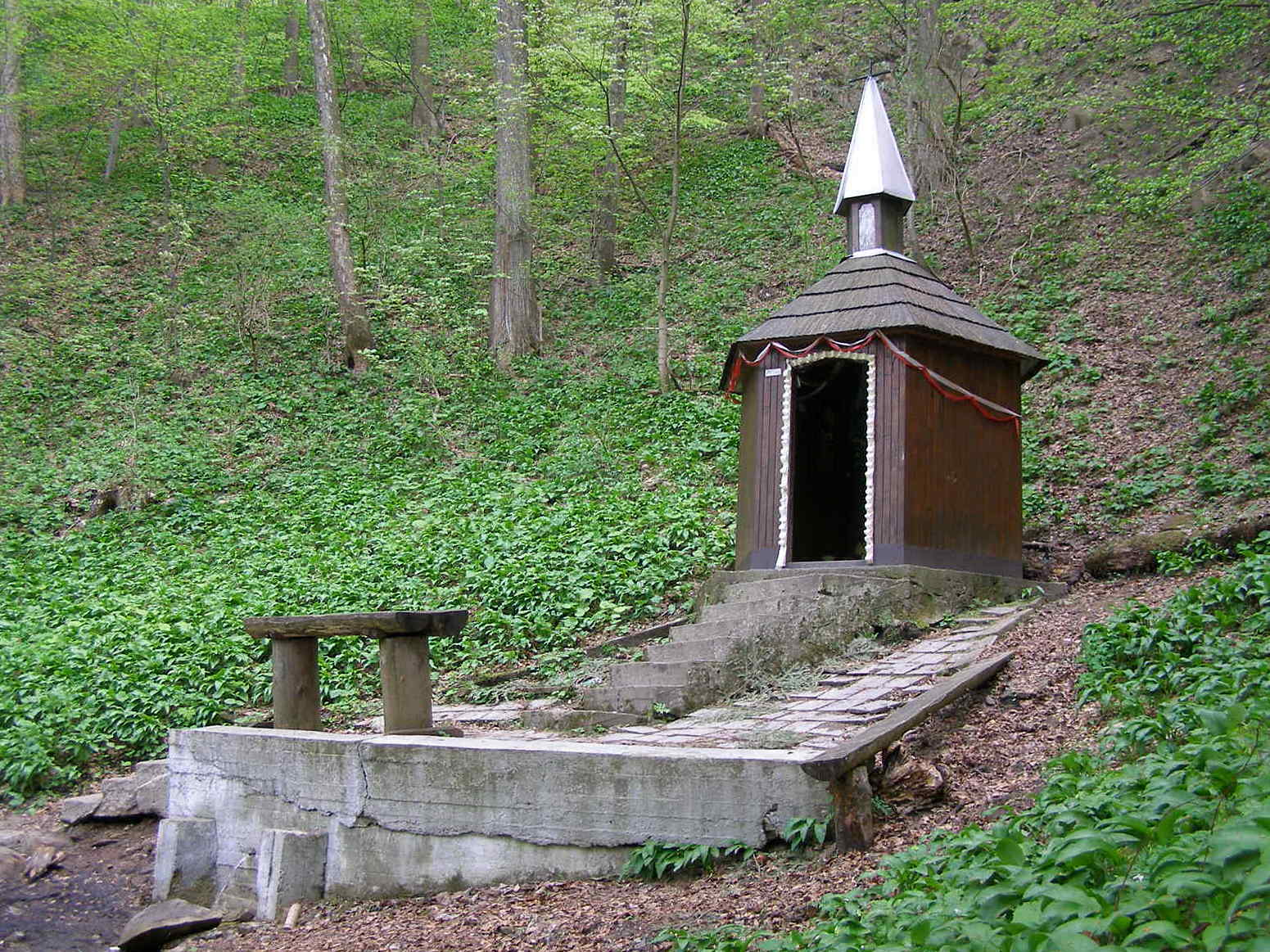
Źródło z kapliczką
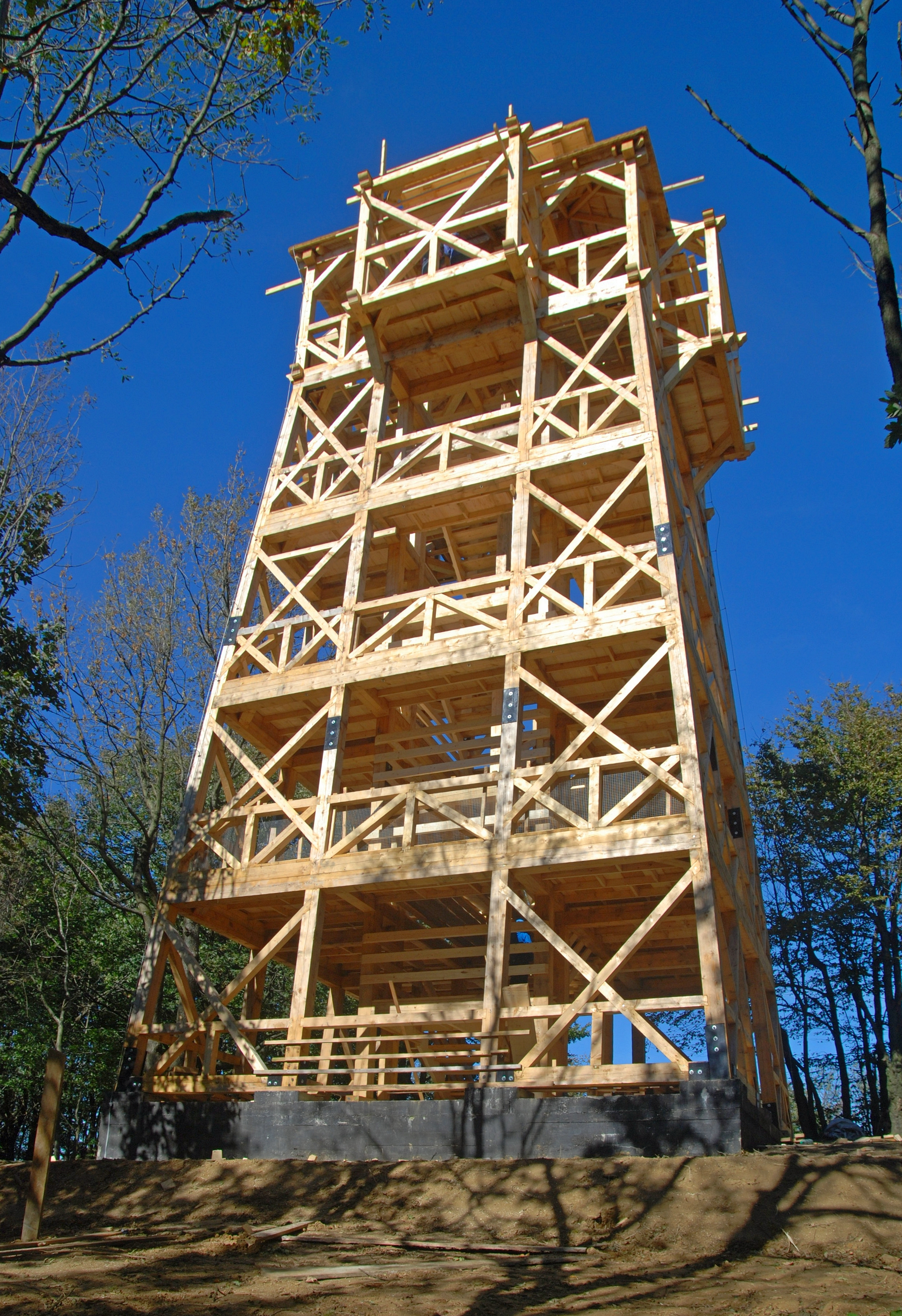
Wieża widokowa na głównym wierzchołku
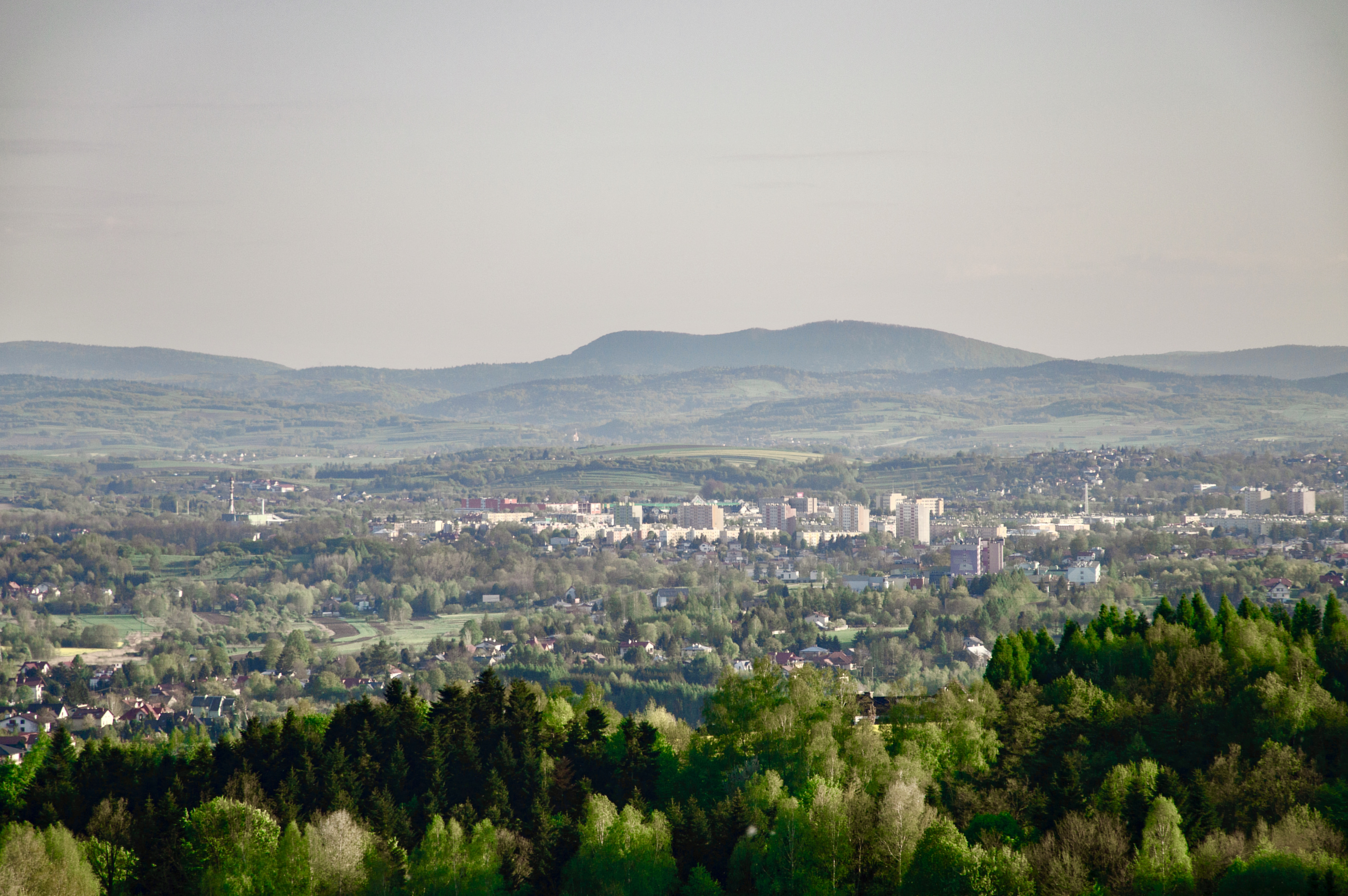
Cergowa na tle Krosna, widziana z Korczyny (25 km w linii prostej)
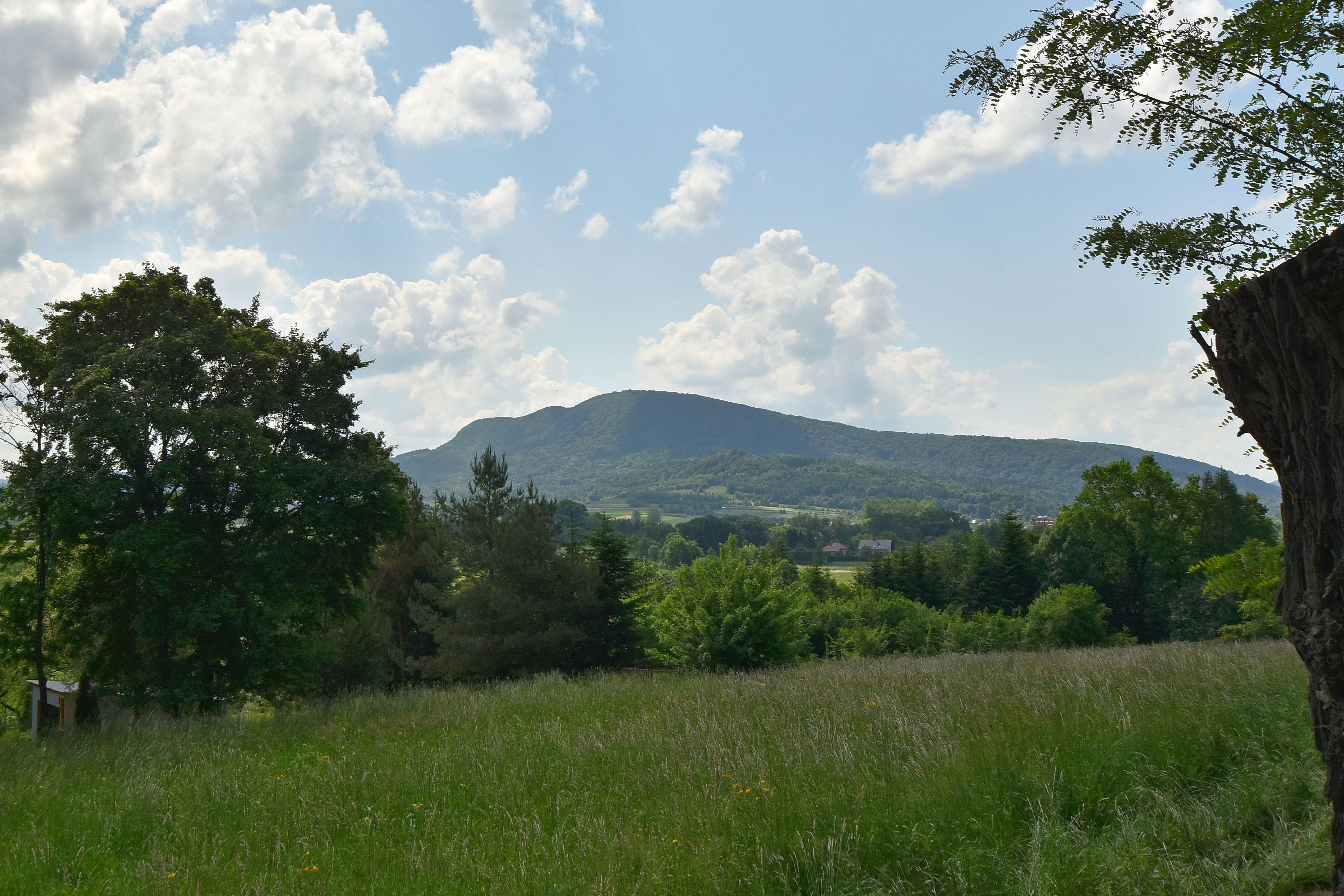
Cergowa z Dukli

## Jaskinie Cergowskie
Gabriel Rzączyński, jezuita, przyrodnik, wykładowca w szkołach jezuickich, opisał jaskinie na górze Cergowej w swoim dziele Historia naturalis curiosa Regni Poloniae, Magni Ducatus Lithuaniae (...) z 1721.
Aktualnie na stokach Cergowej zidentyfikowano ok. 10 jaskiń szczelinowych o dł. do 75 m (głównie na południowym stoku zachodniego ramienia – tzw. Borsucze Dziury). Są to m.in.:
- Jaskinia Pod Bukiem – jedna z największych, ma dwie spore komory i kilka długich, lecz niedostępnych korytarzy o łącznej długości 34 m[3] i głębokości 7 m.
- Jaskinia Gdzie Samolot Spadł – jej nazwa upamiętnia katastrofę niemieckiego samolotu podczas II wojny światowej. Położona jest na wysokości ok. 680 m, na północny wschód od połączenia szlaku czerwonego z szeroką przecinką, biegnącą ze wschodniego wierzchołka góry na południowy zachód.
- Przy Szkółce (długość 47 m i 6 m głębokości).
- Na Wierzchowinie (w istocie dwie jaskinie, długość większej 20 m i 5 m głębokości).
- Jaskinia Gdzie Wpadł Grotołaz (długość 75 m i 14,5 m głębokości).

Jaskinie Cergowej należą do najwcześniej opisywanych w Polsce. Wzmiankowane były przez ks. Gabriela Rzączyńskiego w dziele Auctuarrium historiae naturalis Regni Poloniae z 1736 roku. Wiążą się z nimi liczne podania, m.in. o podziemnych korytarzach prowadzących aż do zamku w Odrzykoniu pod Krosnem.

## Złota Studzienka
Znajduje się ona u podnóża północno-zachodniego stoku Cergowej.
Jest to cudowne źródełko zwane „Złotą Studzienką” wraz z kaplicą, związaną ze św. Janem z Dukli, który wiódł tu pustelnicze życie. Jest to miejsce kultu św. Jana z Dukli.

## Morskie Oko
Morskie Oko – jest to niewielkich rozmiarów staw znajdujący się na południowo-wschodnim zboczu Cergowej.

## Rezerwaty Przyrody na Cergowej
- Rezerwat Cisy w Nowej Wsi
- Rezerwat Tysiąclecia na Cergowej Górze

## Turystyka
Już w końcu XIX w. Cergowa była celem wycieczek turystycznych kuracjuszy, przebywających w niedalekich uzdrowiskach: Iwoniczu i Rymanowie. Znany później krajoznawca i propagator turystyki Mieczysław Orłowicz kilkakrotnie w towarzystwie ojca i księdza Romana Kmicikiewicza z Zawadki Rymanowskiej odwiedzał w latach 1895–1904 Cergową. Co roku na szczycie Cergowej odbywa się spotkanie noworoczno-opłatkowe organizowane przez Oddział Polskiego Towarzystwa Turystyczno-Krajoznawczego w Krośnie oraz Koło Przewodników Turystycznych przy Oddziale PTTK Krosno.

### Piesze szlaki turystyczne
- Chyrowa – Pustelnia Św. Jana z Dukli – Nowa Wieś – Cergowa (716 m) – Lubatowa – Iwonicz-Zdrój – Rymanów-Zdrój (Główny Szlak Beskidzki)
- Dukla – Cergowa (716 m) – Zawadka Rymanowska – Piotruś (728 m) – Stasiane